# Kanpur (accantonamento)
L'accantonamento di Kanpur è una suddivisione dell'India, classificata come cantonment board, di 94.780 abitanti, situata nel distretto di Kanpur Nagar, nello stato federato dell'Uttar Pradesh. 